# EIDAS

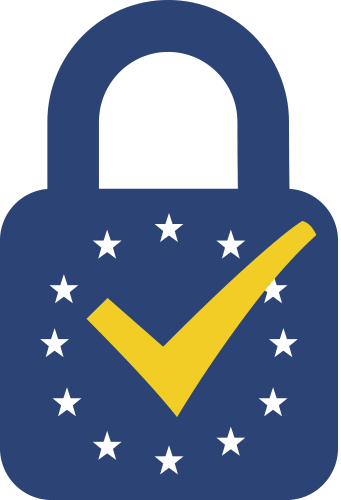
EU trust mark for qualified trust services

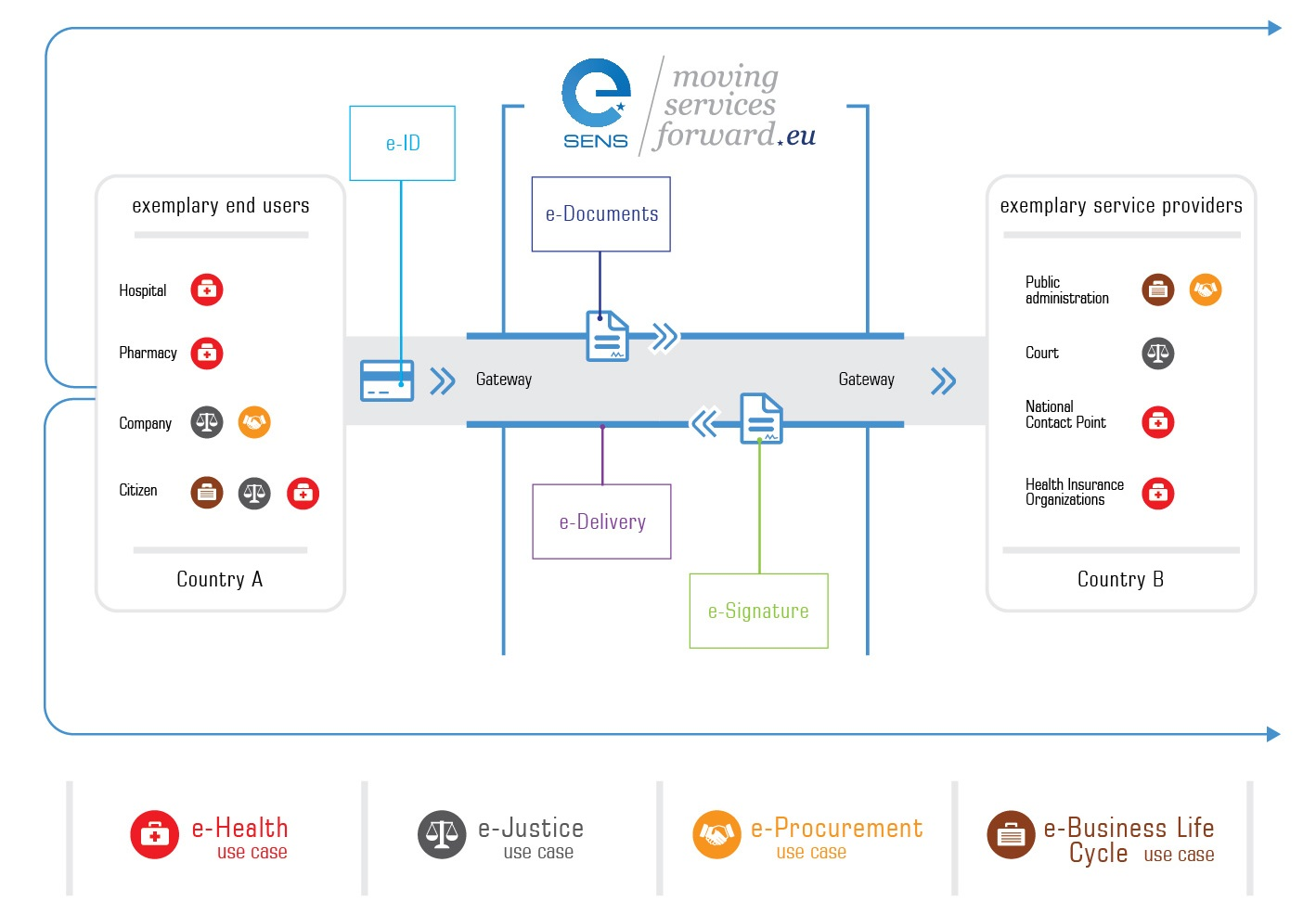
Jednotný digitální trh EU a umožnění poskytování veřejných služeb i přes hranice států.

eIDAS je nařízení Evropské unie č. 910/2014 o elektronické identifikaci a důvěryhodných službách pro elektronické transakce na vnitřním evropském trhu. Toto nařízení ruší směrnici Evropské unie 1999/93/EC. První platná verze eIDAS byla publikována Evropským parlamentem a Evropskou radou dne 23. července 2014. 
Zkratka pochází z anglického "regulation for electronic IDentification, Authentication and trust Services".
Nařízení 910/2014 (eIDAS 1) bylo postupně novelizováno změnami:
- Směrnice Evropského parlamentu a Rady (EU) 2022/2555
- Nařízení Evropského parlamentu a Rady (EU) 2024/1183

Nařízení 2024/1183 zavádí mj. Evropskou peněženku digitální identity (EU Digital identity Wallet, EUDIW).

## Popis
Nařízení dohlíží na elektronickou identifikaci a důvěryhodné služby pro elektronické transakce na vnitřním trhu Evropské unie. Upravuje elektronické podpisy, elektronické transakce, definuje zúčastněné subjekty a procesy, aby zajistila bezpečnost pro uživatele podnikající on-line, například při elektronickém převodu finančních prostředků nebo při komunikaci s veřejnými službami. Nařízení eIDAS umožňuje bezpečně a pohodlně provádět transakce přes hranice bez užití tradičních papírových metod, jako jsou pošta nebo fax.
Nařízení vytvořilo standardy pro elektronické podpisy, kvalifikované digitální certifikáty, elektronické pečeti, časová razítka a další způsoby ověření autentizačních mechanismů. Ty umožňují, aby elektronická transakce měla stejné právní postavení jako transakce prováděná na papíře.
Nařízení vstoupilo v platnost v červenci 2014 jako prostředek k umožnění bezpečných a hladkých elektronických transakcí v rámci Evropské unie. Členské státy EU jsou povinny uznat elektronické podpisy, které splňují standardy eIDAS.
K nařízení existují Prováděcí nařízení Komise (EU) 2015/1501 a 2015/1502, obě ze dne 8. září 2015.
V roce 2026 bude zavedena Evropská peněženka digitální identity (EDIW, European Digital Identity Wallet) formou mobilní aplikace a bude zastřešovat národní elektronickou identitu včetně umožnění kvalifikovaných elektronických podpisů. V Česku byla s předstihem v lednu 2024 zprovozněna aplikace eDoklady, která ji bude implementovat.

## Vize
Evropská komise připravila nařízení eIDAS s cílem urychlit rozvoj digitalizace komunikace v rámci EU.
Nařízení vede subjekty k používání vyšší úrovně zabezpečení informací a dodržování nároků na technologii. Navíc se zaměřuje na: 
- interoperabilitu – Členské státy jsou povinny vytvořit společný rámec, který rozpozná eID z jiných členských států a zároveň zjistí jejich pravost a bezpečnost. To umožňuje uživatelům snadno podnikat za hranicemi.
- transparentnost – eIDAS poskytuje veřejně přístupný seznam důvěryhodných služeb, které mohou být použity v rámci centralizovaného podpisu. To umožňuje zúčastněným subjektům zapojit se do dialogu o výběru nejlepších technologií a nástrojů pro zajištění digitálních podpisů.

## Regulované aspekty elektronických transakcí
Nařízení vytváří právní prostředí pro následující důležité aspekty elektronických transakcí:
- Zaručený elektronický podpis – elektronický podpis se považuje za zaručený, pokud splňuje požadavky nařízení, tj. poskytuje jedinečné identifikační údaje, které ho spojují s podepisující osobou. Podepisující osoba má výlučné užití údajů použitých pro vytvoření elektronického podpisu a musí být schopna rozpoznat případnou změnu dat provedenou po podpisu.
- Certifikát pro elektronický podpis – elektronický doklad potvrzuje totožnost uživatele a spojuje data, která potvrzují platnost elektronického podpisu s danou osobou. Zaručené elektronické podpisy mohou být technicky realizovány v návaznosti na normu XAdES, PAdES nebo CAdES pro digitální podpisy, které byly specifikovány organizací ETSI.
- Uznávaný elektronický podpis – zaručený elektronický podpis, který využívá digitální certifikát a byl zašifrován pomocí zařízení pro tvorbu bezpečnostního podpisu.
- Kvalifikovaný digitální certifikát pro elektronický podpis – potvrzení o pravosti uznávaného elektronického podpisu, které bylo vydáno kvalifikovaným poskytovatelem důvěryhodných služeb.
- Důvěryhodná služba – elektronická služba, která vytváří, potvrzuje a ověřuje elektronické podpisy, časová razítka, pečetě a certifikáty. Důvěryhodná služba nadto může ověřovat webové stránky a uchovávat vytvořené elektronické podpisy, certifikáty a pečeti. Službu zajišťuje certifikační autorita.
- Subjekty posuzování shody – (tzv. CAB) organizace, jejichž úkolem je odborné posuzování jednotlivých poskytovatelů služeb vytvářejících důvěru.[9]

## Právní závaznost
Nařízení se vyvinulo ze směrnice 1999/93/EC, jejímž cílem bylo propojení členských států EU systémem elektronického podpisu. Směrnice učinila evropské členské státy odpovědné za tvorbu zákonů, které by jim umožnily vytvoření systému elektronického podpisu v rámci EU. Požadavky uvedené v eIDAS jsou všechny členské státy povinny dodržovat od 1. července 2016, kdy nařízení vešlo právně v platnost. 
EIDAS umožňuje vícestupňovou právní hodnotu. Zaručený elektronický podpis je již právně závazný, uznávaný elektronický podpis má ještě větší právní relevanci.

## Česká republika
Nařízení eIDAS v ČR v oblasti služeb vytvářejících důvěru doplňuje zákon č. 297/2016 Sb. o službách vytvářejících důvěru a doprovodný zákon č. 298/2016 Sb. Zákon 250/2017 Sb., o elektronické identifikaci, je tzv. adaptačním předpisem k části nařízení eIDAS.
Ministerstvo vnitra pro ověřování certifikátů vůči důvěryhodným seznamům podle eIDAS nechalo vytvořit webovou aplikaci CertIQ. Ministerstvu podřízená Správa základních registrů pak zavedla a provozuje informační systém veřejné správy s názvem Národní bod pro identifikaci a autentizaci.